# Victor Meyer Rawicz
Victor Meyer Rawicz (* 19. August 1846 in Breslau; † 10. Oktober 1915 in Berlin) war ein deutscher Rabbiner.

## Leben
Rawicz studierte am Breslauer Jüdisch-Theologischen Seminar und ließ sich zum Rabbiner ausbilden. Seine erste Stelle übernahm er 1874 als Rabbiner in Kempen, bevor er 1876 als Bezirksrabbiner nach Schmieheim ging. Auf seinen Wunsch hin wurde das Bezirksrabbinat 1893 nach Offenburg verlegt, hier erteilte Rawicz auch Religionsunterricht an höheren Schulen und inspizierte den Religionsunterricht in den Landgemeinden seines Bezirks. 1884 gründete er den literarischen jüdischen Verein „Harmonie“. Rawicz wandte sich häufig gegen antisemitische Tendenzen im Kaiserreich. Er veröffentlichte mehrere Übersetzungen von Traktaten aus dem Babylonischen Talmud. Insgesamt hatte er das Bezirksrabbinat 37 Jahre inne. 1913 zog er nach Berlin.

## Werke / Übersetzungen
- Der Traktat Rosch ha-Schanah: mit Berücksichtigung der meisten Tosafot. In’s Deutsche übertragen von Dr. M. Rawicz, Bezirksrabbiner, Schmieheim (Baden), Frankfurt am Main: Comissions-Verlag von J. Kauffmann 1886.
- Predigt für Kol Nidre des Jahres 5648, Ettenheim: Leibold 5648 [1887].
- Predigt für den 8. Tag Pessach des Jahres 5648 (1888), Ettenheim: Leibold 1888.
- Der Traktat Sanhedrin (nach der Wiener Ausgabe vom Jahre 1867 ed. Schloßberg). Ins Dt. übertr. u. mit erl. Anm. vers. von M. Rawicz, Frankfurt a. M.: Hofmann 1892.
- Der Tractat Kethuboth (nach der Wiener Ausgabe vom Jahre 1867 ed. Schlossberg): unter steter Berücksichtigung der franz. Uebersetzung von Rabbinowicz. Ins Deutsche übertragen und kommentiert von Dr. M. Rawicz, Bezirks-Rabbiner in Offenburg (Baden), 2 Bde., Frankfurt a. Main: Verlag von J. Kauffmann 1898–1900 (Digitalisat).
- Predigt zum 50jährigen Regierungs-Jubiläum Sr. Königl. Hoheit des Grossherzogs Friedrich von Baden: Sonntag den 27. April 1902, Offenburg: Geck 1902.
- Der talmudische Traktat „Chulin“: welcher von den Regeln des jüdisch-rituellen Schlachtens handelt. Nach der Wiener Ausgabe vom Jahre 1865 (ed. Schloßberg) ins Dt. übertr. u. komm. von M. Rawicz, Band 1: Fol. 2a bis 69b, [Offenburg]: Selbstverl. d. Verf. 1908 (Digitalisat).
- Der Kommentar des Maimonides zu den Sprüchen der Väter. Zum ersten Male ins Deutsche übertragen. Voran gehen als Einleitung: „Die 8 Kapitel“ deutsch übersetzt von M. Rawicz, Bezirks-Rabbiner in Offenburg (Baden), [Offenburg]: Selbstverl. d. Verf.; Straßburg: Trübner 1910.